# Julianowo (województwo mazowieckie)
Julianowo – wieś w Polsce położona w województwie mazowieckim, w powiecie żuromińskim, w gminie Siemiątkowo.
Obok miejscowości przepływa rzeczka Zadębie, dopływ Raciążnicy.
W latach 1975–1998 miejscowość administracyjnie należała do województwa ciechanowskiego.